# Iúrievo
Iúrievo (en rus: Юрьево) és un poble de l'óblast de Nijni Nóvgorod, a Rússia, segons el cens del 2010 tenia 63 habitants, pertany al municipi de Iúrievski.